# علم سان مارتن الفرنسية

علم جزر سان مارتن الفرنسية

إن علم جزر سان مارتن الفرنسية هو نفس العلم الفرنسي الثلاثي الألوان والمكون من الأزرق، الأبيض والأحمر.